# 竹崎島
竹崎島（たけざきじま）は、佐賀県藤津郡太良町にある島である。長崎県との境に位置し、有明海に突き出した周囲およそ4 kmの火山島。

## 概要

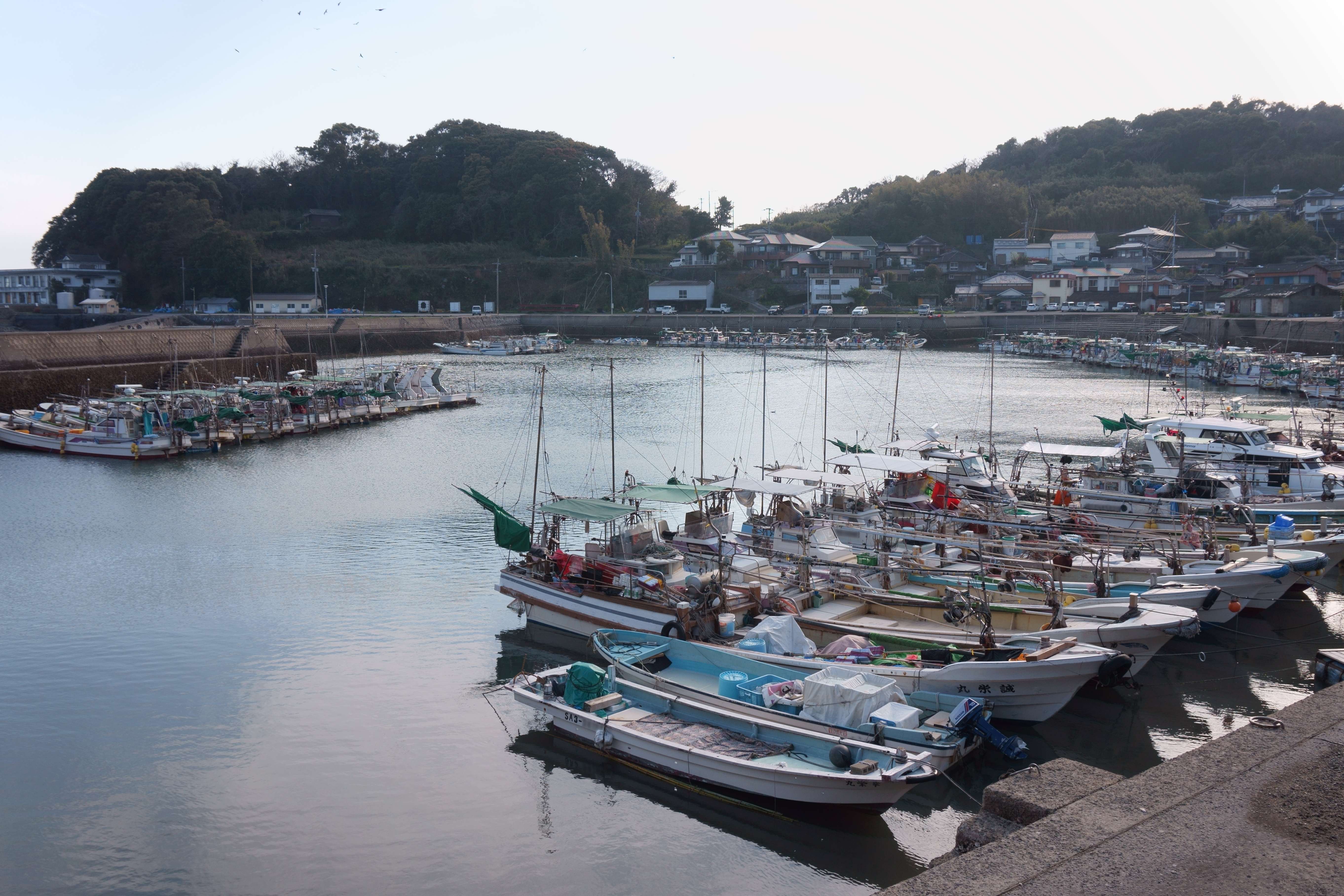
竹崎漁港

元は陸続きだったが、第四紀更新世（数十万年 - 200万年前）の噴火により出来た島と考えられている。島全体が小さな火山（竹崎火山）であり、多良岳火山の一部、あるいは単独の成層火山と考えられている。カルデラ火山であり、島南部にある竹崎港は、噴火口壁の一部が欠損して海水が流入してできたもので、火山国日本でも珍しい火口港である（他は鹿児島県の山川港や伊豆大島の波浮港など）。島の隆起は玄武岩の溶岩流によるものであり、紡錘形の火山弾を含むスコリアや火山灰の堆積物が港を中心に分布している。
島とはいえ、古来より潮が引いた時には飛び石伝いに渡れる程度しか離れておらず、陸繋島と看做されることが多い。現在は架橋されており、国道207号から分岐する佐賀県道295号竹崎上田古里線が竹崎港までをつないでいる。

## 竹崎火山

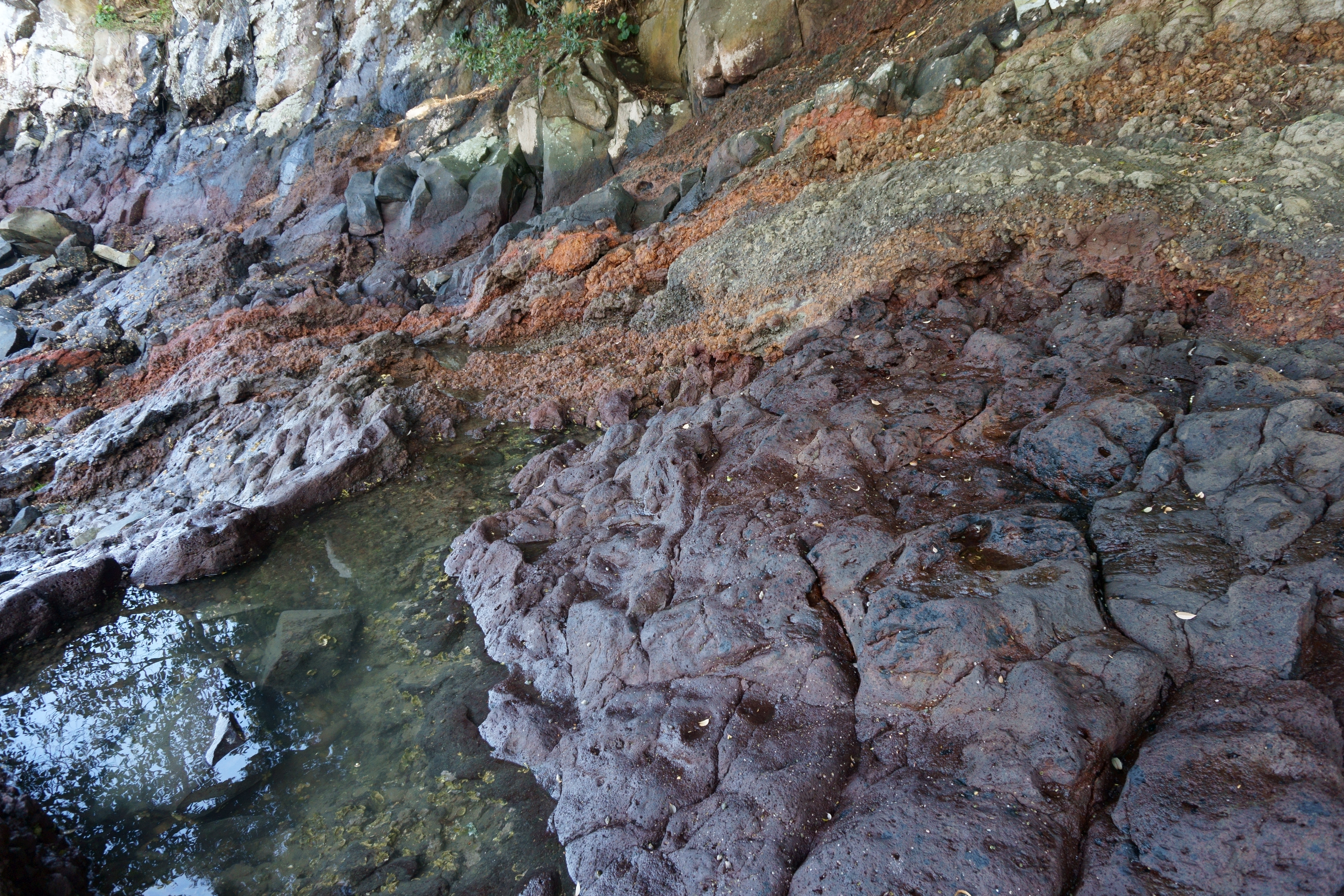
海岸の凝灰岩層

島を単独火山と規定した長崎大学教授山口征夫により命名された。岩石は中国大陸の火山岩と同じ性質をもつアルカリ岩系の玄武岩で、大陸系新規玄武岩類に属する。火山により火山弾・火山灰の噴出と溶岩の流出が交互に繰り返され互層を作った後、玄武岩溶岩が20 m以上流出して小規模な溶岩台地を形成している。竹崎火山は火山内部の構造を容易に観察できる貴重な例で、火山弾を含む集塊岩層などが見られる。

## 歴史

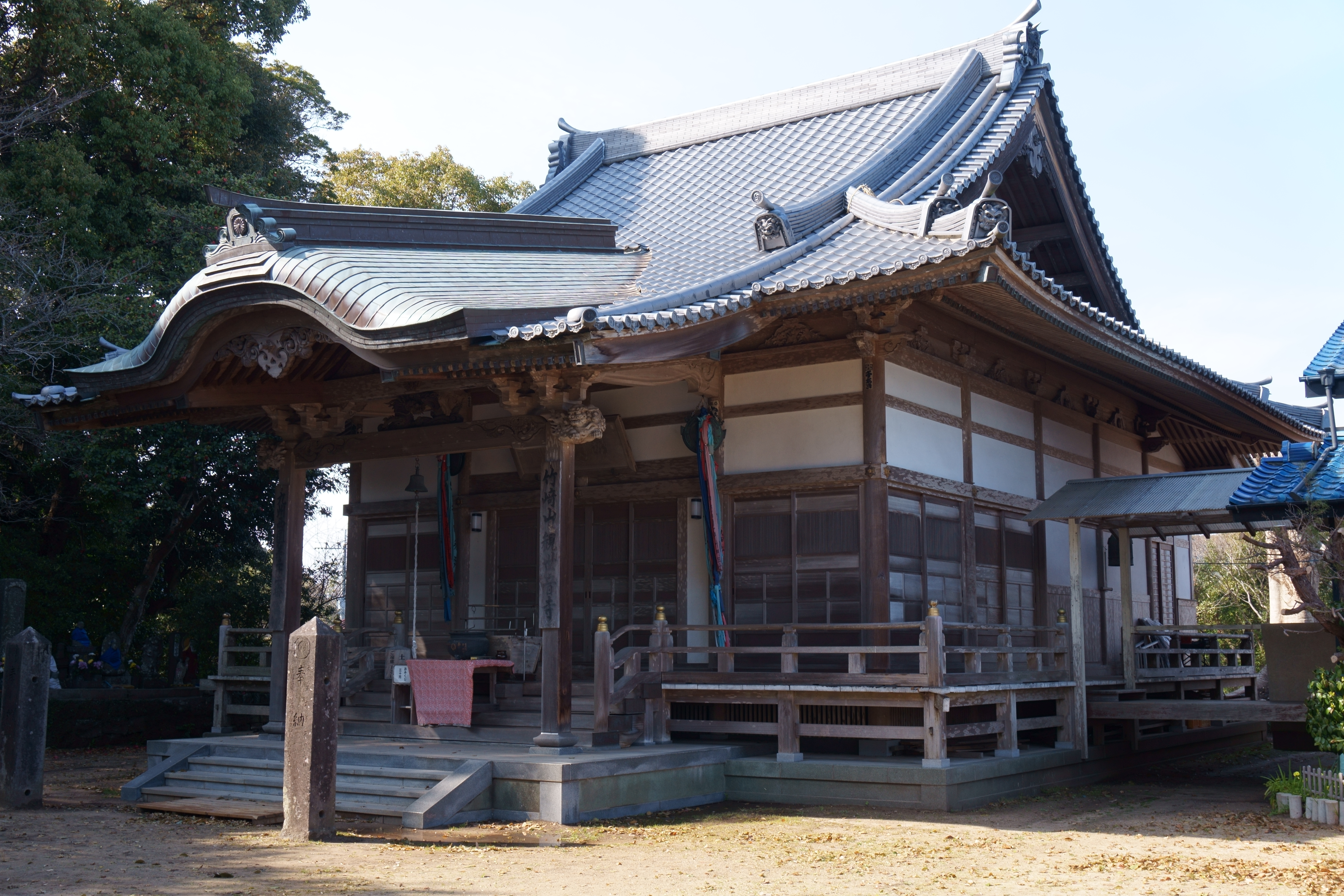
竹崎観世音寺 本堂

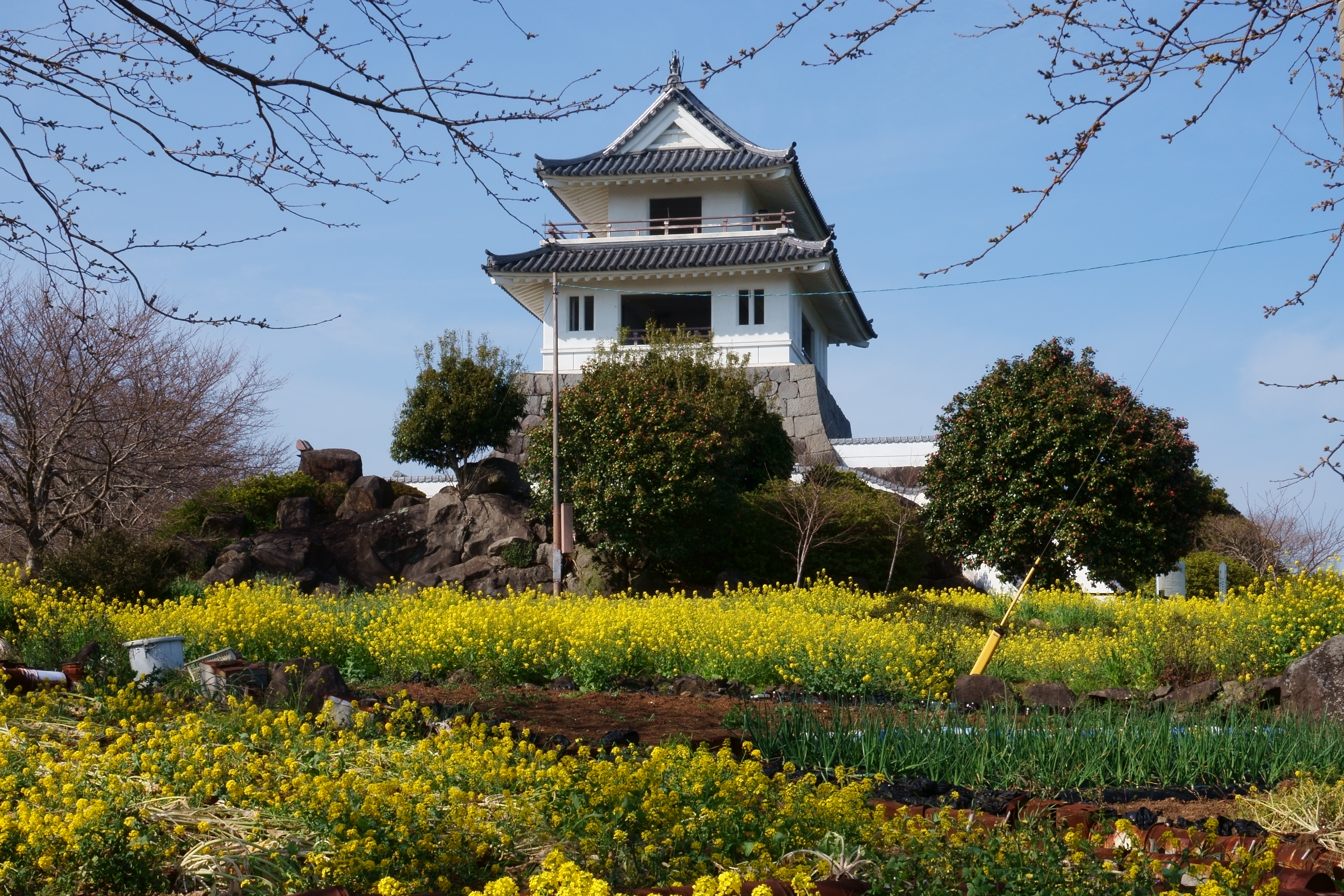
竹崎城址展望台

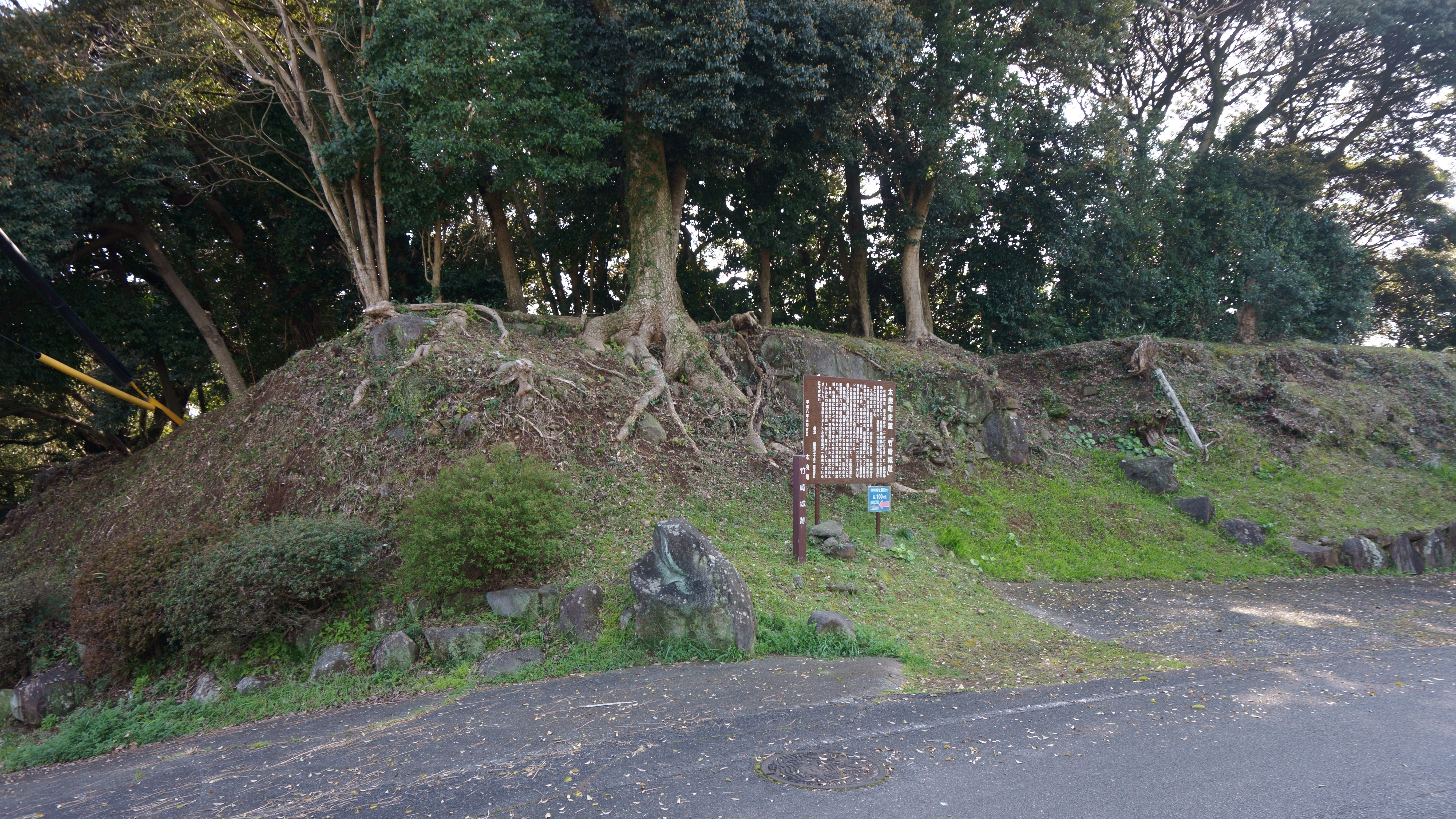
竹崎城跡の土塁

集落が形成された次期はわかっていないが、709年（和銅2年）に竹崎観世音寺が行基により開基されている。また、平安時代は藤津郡地区は京都の仁和寺の荘園であったが、鎌倉時代、後深草天皇の頃には仁和寺の末寺であり、公家の勅願所として3年に1度国家安穏・鎮災至福・五穀豊穣などの祈願が行われた。
また、沖合は鹿島・佐賀方面に流れる潮と、諫早方面に流れる潮が分岐する所で、古来より有明海の海上交通・軍事上の要衝であった。664年（天智3年）には烽の制度により狼煙台が島の対岸、大浦の日ノ辻山に整備され、南北朝時代には島原の有馬隆泰が懐良親王に味方して城塞を築き、足利方の九州探題今川貞世の大軍を退ける功を上げている。その後戦国時代には佐賀の龍造寺氏と島原の肥前有馬氏との間で争奪の場となり、有馬氏が出城を築いたり、龍造寺政家が後藤家信に城の普請と守備を命じたりしている。1587年（天正15年）の豊臣秀吉による九州平定後は、諫早に封じられた龍造寺家晴が石垣を備えた近世的な防御設備を整えて本拠諫早城の支城として機能させたが、島原の乱の後取り壊されている。現在では石垣と空壕がそれぞれ一部残るのみだが、城跡近くに天守を模した展望台が建てられている。
江戸期には佐賀鍋島本藩領に竹崎村の名がある。田地は無く、漁業と畑作が主産業だった。また、海上交通においては、竹崎沖は潮流の分岐と合流の複雑な浪立ちから「竹崎沖の三角浪」といわれ海の難所であり、特に島東部の夜灯鼻の前面には鶴瀬の暗礁が広がり、船の航行に支障を来していた。そこで、寛延年間（1748年 - 1750年）に諫早家臣、早田番左衛門により灯油式灯台が設けられたが、1828年（文政11年）の台風で倒壊した。その後、1869年（明治2年）に番左衛門の子孫にあたる市右衛門が国内初の十一面ガラス鏡式洋風燈台として再建した。灯台は竹崎観世音寺が管理していたが後に廃止され、1954年（昭和29年）に海上保安庁によって新灯台（夜灯鼻灯台）が設置された。跡地には佐賀藩の国学副教授武富圯南の筆による「照海灯の碑」が建っている。
竹崎島出身の石田仁一が、竹崎島に太良温泉の源泉を最初に発見し、太良町竹崎沖で水揚げした竹崎かにを名物として名づけ、1972年に料理旅館龍宮（竜宮かに荘）が開業した。太良を観光地として竹崎かにと温泉を広める役割を果たしたが、2006年から閉業して廃墟として残る。
現代でも島の主要産業は漁業であり、特に竹崎がにのブランドで知られる「ガザミ」やタイラギ漁が盛ん。また温泉の採掘にも成功し、観光地としても栄えている。

## 文化
島外との交流が少なかったため古くからの習俗が多く残る。追儺の行法の中世的な古式を伝える修正会鬼祭は竹崎観世音寺で毎年1月上旬頃に行われ、国の重要無形民俗文化財に指定されている。また同祭では県の重要無形民俗文化財に指定されている童子舞も演じられる。ほかにも歩射会の古式と言われる竹崎円座祭、1300年以上の歴史がある御手水の的射りなどのほか、もぐら打ちや流れ灌頂、鬼火焚きなど伝統期な民俗芸能の宝庫となっている。
これらは、その源流を平安時代の宗教的民俗風習に求められ、当時から民衆との間に信仰が広がっていたことが推察できる。竹崎観世音寺には鎌倉時代中期の作といわれる石造三重塔（佐賀県指定重要文化財）をはじめ、大永年間の石造六地蔵塔など数多くの石塔類が残っているが、これは、この時代の宗教的民間信仰の背景を物語るものであると考えられている。
ほか、豊臣秀吉朝鮮出兵の折、筑後柳川立花藩の若武者真之介と許嫁による悲恋の物語があり、比翼塚が残っている。

## 交通
国道207号から肥前大浦駅南付近で分岐する佐賀県道295号竹崎上田古里線が島内唯一の県道。島に渡る唯一の経路で、橋付近は渡り口と呼ばれている。この県道を通り、祐徳バスの路線が鹿島バスセンターと竹崎港の間を結んでいる。